# Oddech Kussmaula
Oddech Kussmaula – patologiczny tor oddychania polegający na bardzo głębokim oddychaniu i zwiększonej częstości oddechów; jedna z form hiperwentylacji. Pojawia się w m.in. w ketonowej śpiączce cukrzycowej, mocznicy, kwasicy mleczanowej.
Określany też jako „oddech Kussmaula-Kiena”, „oddech gonionego psa” lub „oddech kwasiczy”.
Nazwa nadana dla uczczenia niemieckiego lekarza i naukowca Adolfa Kussmaula, który opisał swoje odkrycie w 1874.